# Jacques Salon
Jacques Salon (né Isaac Shalom à Bagdad le 31 octobre 1914 et mort à Boulogne-Billancourt le 2 décembre 1989) est un Français d'origine irakienne dont la famille s'installe en France en 1922. Durant la Seconde Guerre mondiale, seul puis après avec son épouse Nicole Weil-Salon, il travaille pour l'Œuvre de secours aux enfants (OSE). Faisant partie du réseau Garel, ils sauvent des centaines de jeunes enfants juifs de la déportation. Nicole Weil-Salon meurt à Auschwitz. Jacques Salon destiné au même sort réussit à s'évader du train qui l'emmène vers Drancy.

## Biographie
Jacques Salon est né en 1914 à Bagdad, en Irak. Sa famille est une des plus anciennes familles juives de Bagdad. Son vrai nom est Isaac Shalom. Il est le fils d'Abdullah Isaac Shalom Obadia et de Rachel Rebecca Hanania.

### Marseille
Sa famille quitte Bagdad en 1922 pour venir s'installer à Marseille, pour des raisons de santé, son père étant malade.
Il parle l'hébreu, l'arabe, l'araméen et l'anglais mais pas encore le français. Situation qu'il corrige bientôt. Il francise son nom. Il étudie au Lycée Périer.
En mars 1923, son père meurt, à l'âge de trente et un ans.
À 12 ans, il entre chez les Éclaireurs de France, il est totémisé sous le nom de « Martinet attentif ».

### Paris
En 1931, avec sa mère et sa sœur, Jacques Salon s'installe à Paris.
Il s’inscrit au lycée Henri-IV et aspire à entrer à Normale sup.
Mais il doit changer ses plans. Ses oncles qui subvenaient aux besoins de sa famille sont ruinés par la crise de 1930. Il devient courtier en céréales aux meuniers provençaux.

### Retour à Marseille
En 1933, Jacques Salon trouve un emploi à Marseille dans une agence de courtage, Goldschmidt, Bernard Eisinger, Sarec. Il y travaillera jusqu’en juin 1949 (avec une interruption de 1942 à 1944).